# Belomorsk
Belomorsk (ryska Беломорск) är en stad i Karelska republiken i Ryssland. Den hade 10 150 invånare år 2015.